# Gremlins 2: The New Batch (jogo eletrônico)
Gremlins 2: The New Batch é um videogame de plataforma desenvolvido e publicado pela Sunsoft para o Nintendo Entertainment System e Game Boy em 1990. O jogo foi lançado em conjunto com o filme da Warner Bros. e Amblin Entertainment.

## Jogabilidade
No jogo NES, o jogador controla Gizmo através de vários níveis no edifício, armado com armas que vão desde o super tomate geneticamente modificado no laboratório até o novo arco de palito de fósforo nas seções posteriores. O objetivo do jogo é chegar ao Centro de Controle Gremlin para eliminar todos os Gremlins lá dentro. A versão para Game Boy era um side-scroller também com o Gizmo.

## Outras versões
A empresa espanhola Topo Soft e Motivetime desenvolveram um videogame de sidecrolling de Gremlins 2: The New Batch para Amiga, Atari ST, Commodore 64, DOS, MSX, Amstrad CPC e o ZX Spectrum, distribuído pela Erbe Software e Topo Soft na Espanha e pela Elite no exterior, sendo a primeira vez que uma empresa espanhola de videogames obtém uma licença exclusiva de um filme de Hollywood para fazer um videogame. O jogo apresentava Billy Peltzer usando uma ampla variedade de armas (lanternas, tomates, frisbees e similares) para despachar os adversários de Gremlin. O objetivo em cada um dos cinco níveis é localizar um item específico necessário para ver o bom final do jogo.
A Hi Tech Expressions também lançou um jogo para DOS em 1991, mas foi mal recebido.